# 플라테카르푸스
플라테카르푸스(Platecarpus)는 중생대 백악기 후기에 살았던 해양 파충류이다.

## 특징

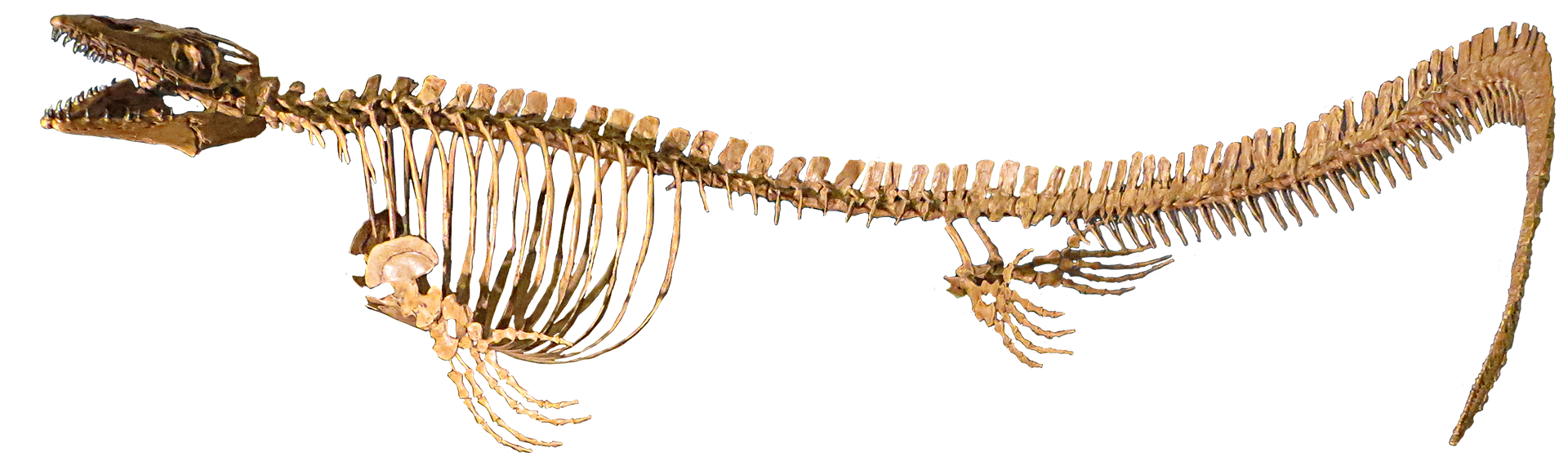
플라테카르푸스의 화석

인간과의 크기 비교

플라테카르푸스의 화석은 미국에서 발견되었으며, 벨기에와 아프리카에서도 발견되었을 가능성이 있다. 몸길이는 대략 5.67 미터 (223 in)이고, 주로 적당한 크기의 물고기를 먹이로 삼았으며, 오징어, 암모나이트도 먹었을 것으로 추정된다.